# カザルモーロ
カザルモーロ（伊: Casalmoro）は、イタリア共和国ロンバルディア州マントヴァ県にある、人口約2,200人の基礎自治体（コムーネ）。

## 地理

### 位置・広がり

#### 隣接コムーネ
隣接するコムーネは以下の通り。括弧内のBSはブレシア県所属を示す。
- アックアフレッダ (BS)
- アーゾラ
- カステル・ゴッフレード
- レメデッロ (BS)

### 気候分類・地震分類
気候分類では、zona E, 2420 GGに分類される。
また、イタリアの地震リスク階級 (it) では、zona 3 (sismicità bassa) に分類される。